# Anamorphidae
Anamorphidae – rodzina chrząszczy z podrzędu wielożernych, serii (infrarzędu) Cucujiformia i nadrodziny biedronek.
Takson ten wyróżnił jako pierwszy Henry Frederick Strohecker w 1953 roku jako plemię Anamorphini. Później nadano mu rangę podrodziny Anamorphinae w obrębie wygłodkowatych. W 2015 roku James Robertson i współpracownicy na podstawie wielkoskalowej analizy z zakresu filogenetyki molekularnej wynieśli tę podrodzinę do rangi osobnej rodziny w obrębie nowej nadrodziny Coccinelloidea.
Dorosłe mają szkielet wewnętrzny głowy z przednimi ramionami tentorium odseparowanymi i zawierający corpotentorium. Panewki środkowych bioder są zamknięte przez śródpiersie i zapiersie. Wszystkie stopy mają trzy człony lub wszystkie mają cztery. Rzadziej jedna lub dwie pierwsze pary stóp mają po trzy człony, a pozostałe cztery. Na odwłoku znajduje się pięć par przetchlinek. Samiec ma przysadzisty, szeroki edeagus ze sklerytami w endophallusie. 
Larwy mają ciało pokryte prostej budowy szczecinkami i pozbawione tergitów czy innych sklerotyzacji grzbietowych. Żuwaczki mają zredukowane lub całkiem zanikłe wierzchołki i pozbawione są prosteki. Mala szczęk jest sierpowatego kształtu. Pojedyncza para  oczek spotykana jedynie u niektórych przedstawicieli rodzaju Bystus.
Rodzina kosmopolityczna. Należy do niej 35 rodzajów:.
- Aclemmysa Reitter, 1904
- Acritosoma Pakaluk & Ślipiński, 1995
- Afralexia Strohecker, 1967
- Anagaricophilus Arrow, 1922
- Anamorphus LeConte, 1878
- Anamycetaea Strohecker, 1975
- Austroclemmus Strohecker, 1953
- Baeochelys Strohecker, 1974
- Bryodryas Strohecker, 1974
- Bystodes Strohecker, 1953
- Bystus Guérin–Méneville, 1857
- Catapotia Thomson, 1860
- Clemmus Hampe, 1850
- Coryphus Csiki, 1902
- Cyrtomychus Kolbe, 1910
- Cysalemma Dajoz, 1970
- Dexialia Sasaji, 1970
- Dialexia Gorham, 1887-99
- Endocoelus Gorham, 1886
- Erotendomychus Lea, 1922
- Exysma Gorham, 1887-99
- Exysmodes Dajoz, 1970
- Geoendomychus Lea, 1922
- Idiophyes Blackburn, 1895
- Loeblia Dajoz, 1972
- Malagaricophilus Strohecker, 1974
- Micropsephodes Champion, 1913
- Micropsephus Gorham, 1887-99
- Mychothenus Strohecker, 1953
- Papuella Strohecker, 1956
- Pararhymbus Arrow, 1920
- Parasymbius Arrow, 1920
- Rhymbillus Reichensperger, 1915
- Rhymbomicrus Casey, 1916
- Symbiotes Redtenbacher, 1849